# Коваленский, Платон Петрович
Платон Петрович Коваленский (1808—1866) — генерал-лейтенант русской императорской армии, участник Крымской войны.

## Биография
Происходил из дворянского рода Коваленских. Родился 30 января 1808 года, сын дипломата Петра Ивановича Коваленского, племянник рязанского губернатора М. И. Коваленского.
Образование получил в Главном инженерном училище и офицерских классах при этом училище. 15 декабря 1824 года получил первый офицерский чин.
В 1828—1829 годах принимал участие в русско-турецкой войне, за отличия был награждён орденами св. Анны 4-й степени и 3-й степени с бантом.
В кампании 1831 года против поляков Коваленский заслужил себе польский знак отличия за военное достоинство (Virtuti Militari) 4-й степени и орден св. Владимира 4-й степени с бантом.
Произведённый 6 декабря в генерал-майоры Коваленский был назначен начальником штаба инженеров действующей армии. Вскоре после начала Восточной войны он был назначен начальником штаба инженеров Западной и Средней армии и занял пост исправляющего должность начальника инженеров Средней армии. За отличия во время Крымской войны награждён орденом св. Анны 1-й степени с мечами.
В конце 1850-х годов назначен начальником штаба резервной армейской пехоты и 8 сентября 1859 года произведён в генерал-лейтенанты, в 1863 году переведён начальником штаба 3-го резервного корпуса, а в конце 1864 года получил должность начальника местных войск Московского военного округа.
Скончался 10 ноября 1866 года в Москве, похоронен в Новодевичьем монастыре. Женат был на княжне Ольге Александровне Кольцовой-Мосальской. Их дочери: Ольга (1857— ?), замужем (с 9 января 1884 года; Женева) за французом Эмилем Фриш (1849—?); Елена (1858—?), замужем (с 18 апреля 1884 года; Женева) за швейцарцем Августом Паншоу (1846—?); Мария, замужем (с 12 апреля 1876) за швейцарцем Карлом Андреем Росселем.

## Награды
Среди прочих наград Коваленский имел ордена:
- Орден Святой Анны 4-й степени с надписью «За храбрость» (1828 год)
- Орден Святой Анны 3-й степени с бантом (1828 год)
- Польский знак отличия за военное достоинство 4-й степени (1831 год)
- Орден Святого Владимира 4-й степени с бантом (1832 год)
- Орден Святого Станислава 2-й степени (1834 год, императорская корона к этому ордену пожалована в 1843 году)
- Орден Святой Анны 2-й степени (1845 год, императорская корона к этому ордену пожалована в 1847 году)
- Орден Святого Георгия 4-й степени (1 января 1847 года, за беспорочную выслугу 25 лет в офицерских чинах, № 7567 по кавалерскому списку Григоровича — Степанова)
- Орден Святого Владимира 3-й степени (1849 год)
- Орден Святого Станислава 1-й степени (1854 год)
- Орден Святой Анны 1-й степени с мечами (1856 год, императорская корона к этому ордену пожалована в 1859 году)
- Орден Святого Владимира 2-й степени с мечами (1861 год)
- Орден Белого орла (1863 год)